# ذخيرة (دين)

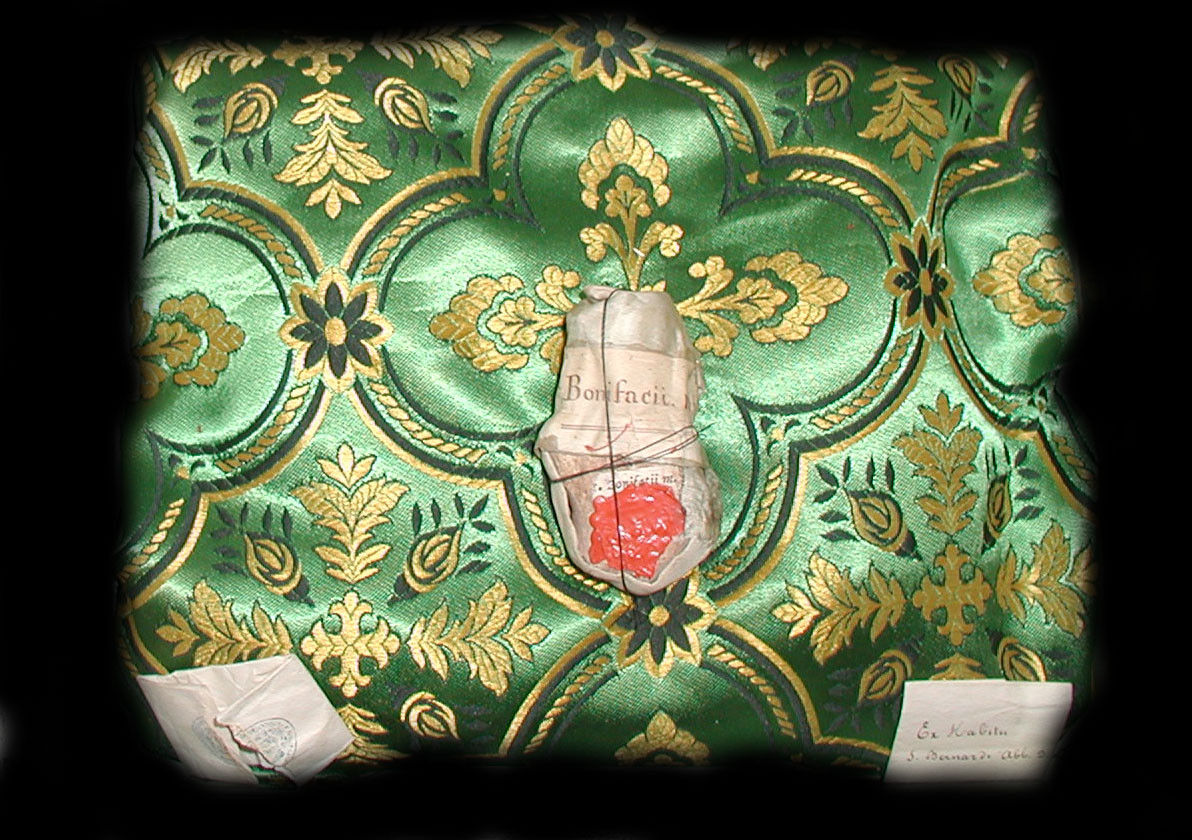
ذخائر في ضريح القديس بونيفاسيوس في هولندا.

الذخيرة هو جزء من جسد أو ممتلكات قديس أو شخصية مقدسة يتم الاحتفاظ بها لغاية التبرك أو التعبد في بعض الديانات مثل الشامانية و البوذية و المسيحية و الهندوسية. تعود أصل التسمية إلى السريانية ܕܘܟܪܢܐ، و نقحرتها دوخرانا، بمعنى تذكار.

## معرض صور

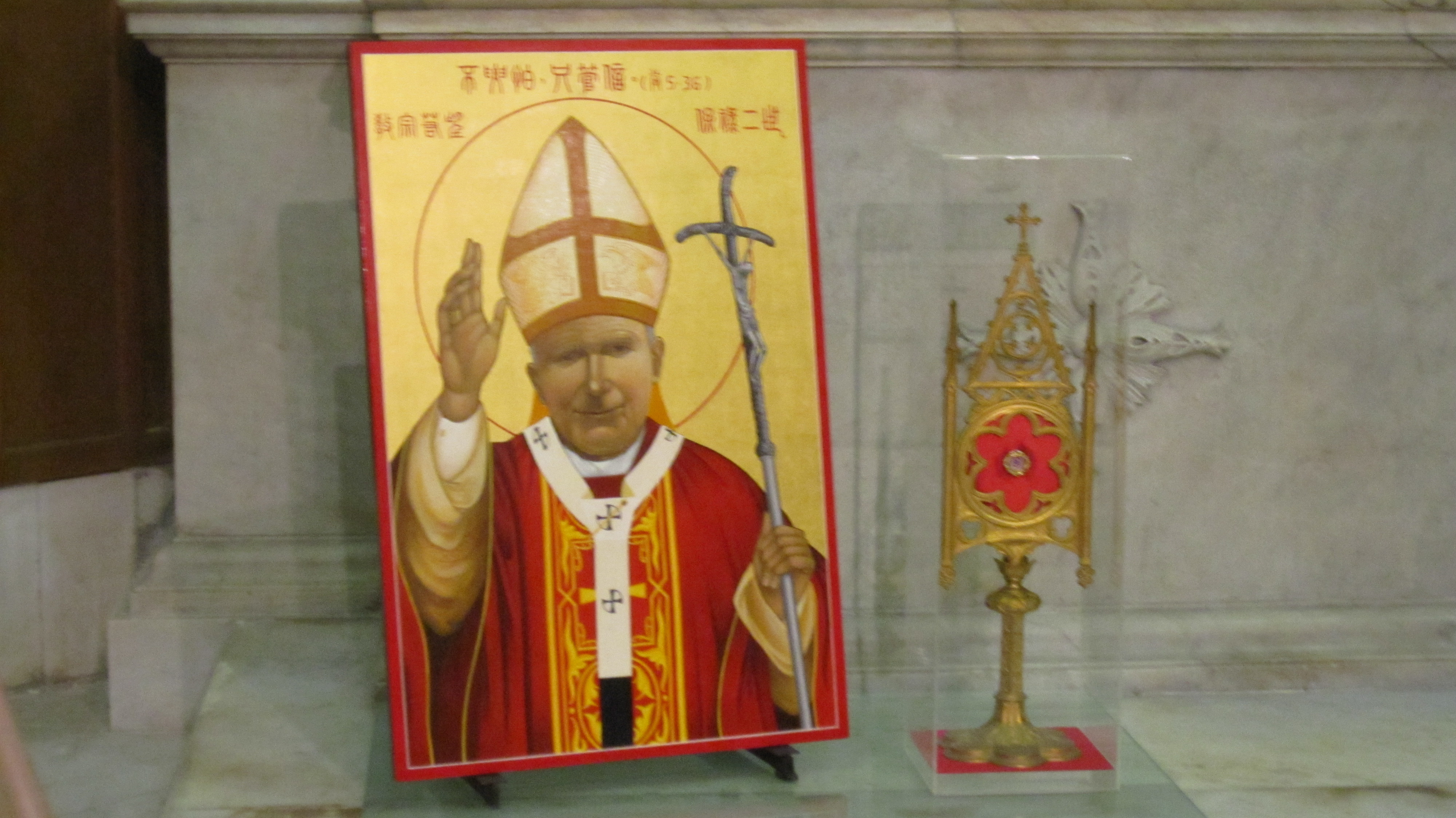
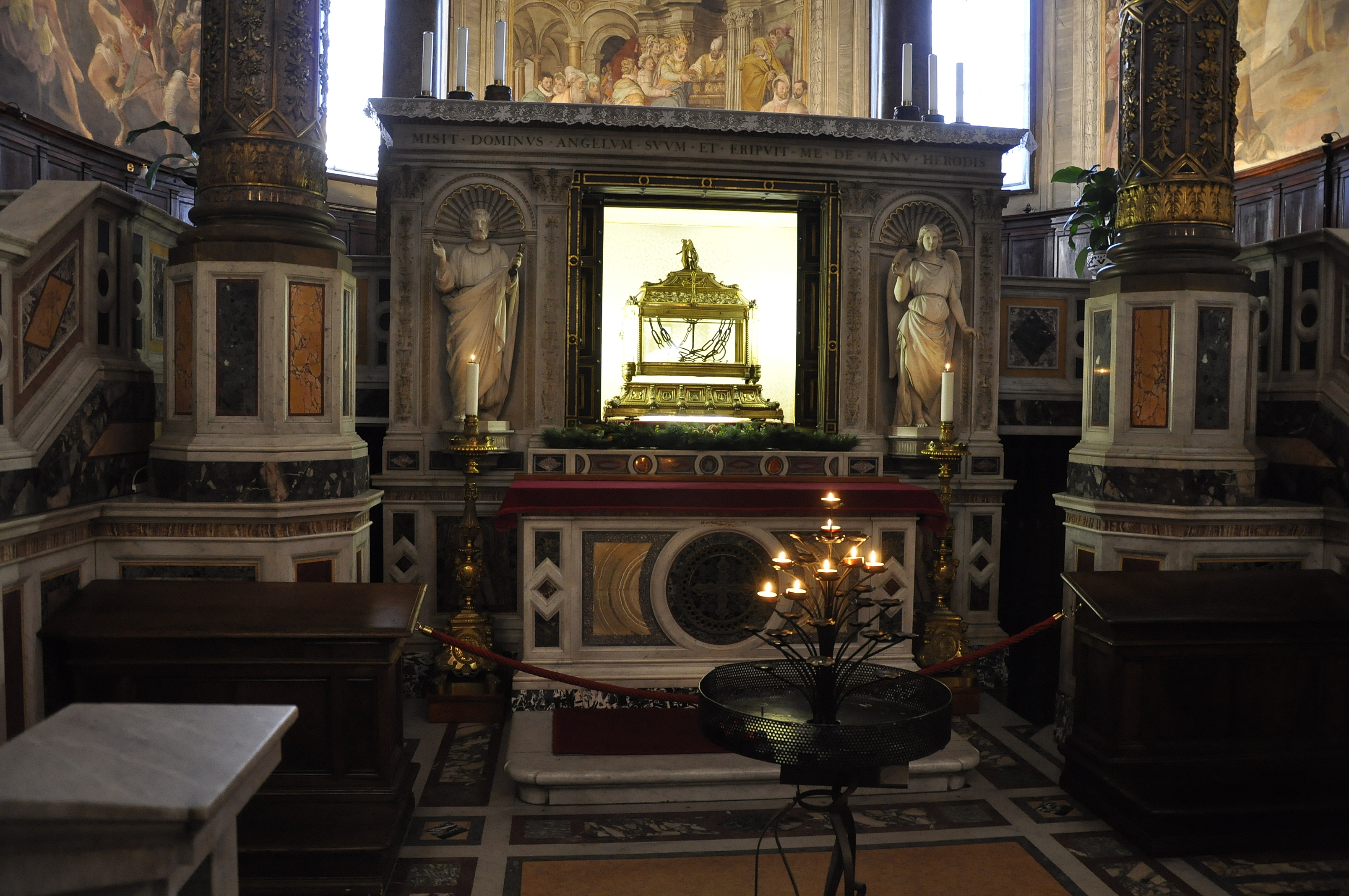
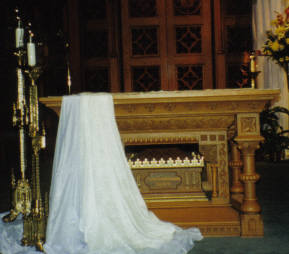
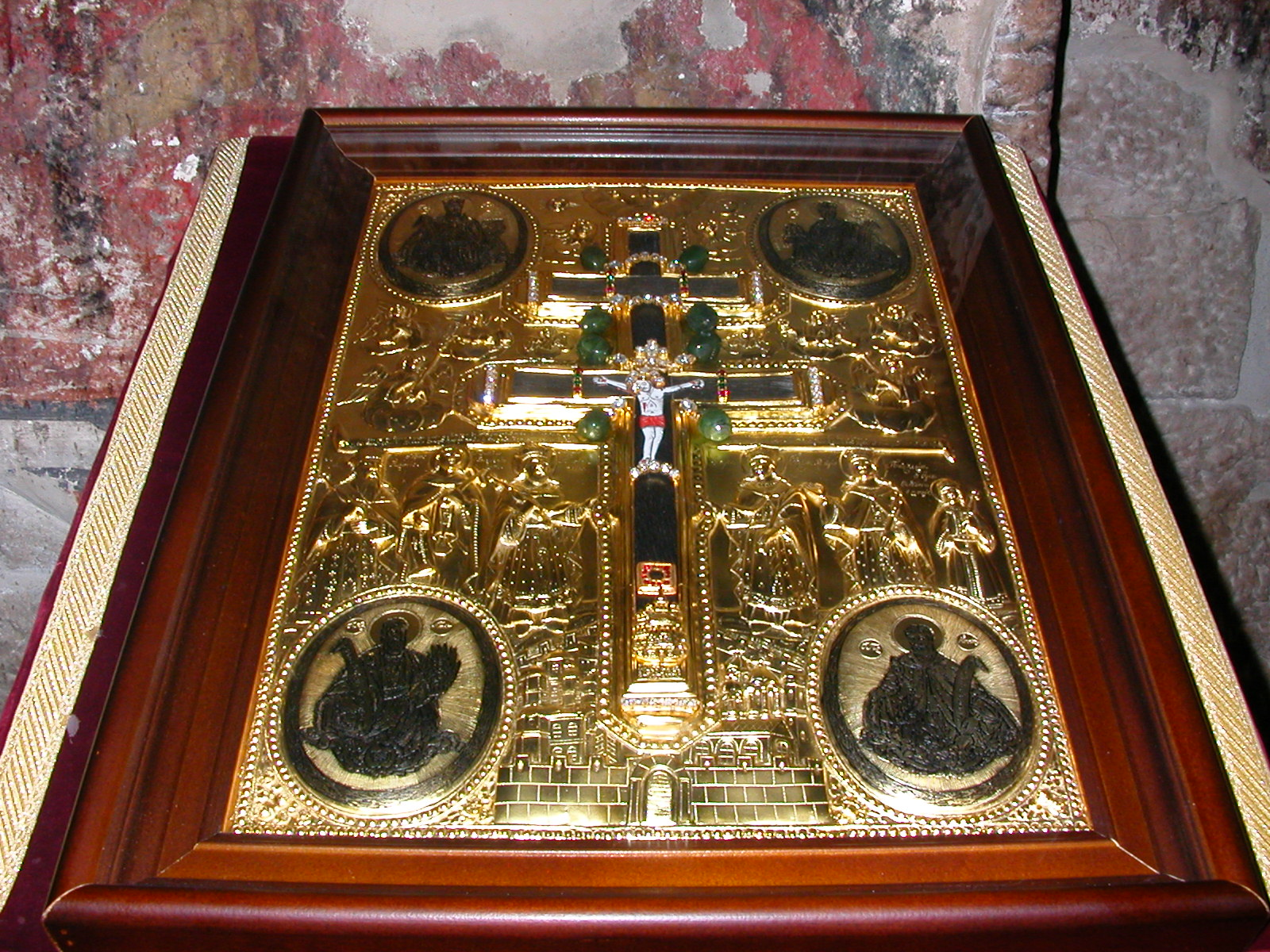
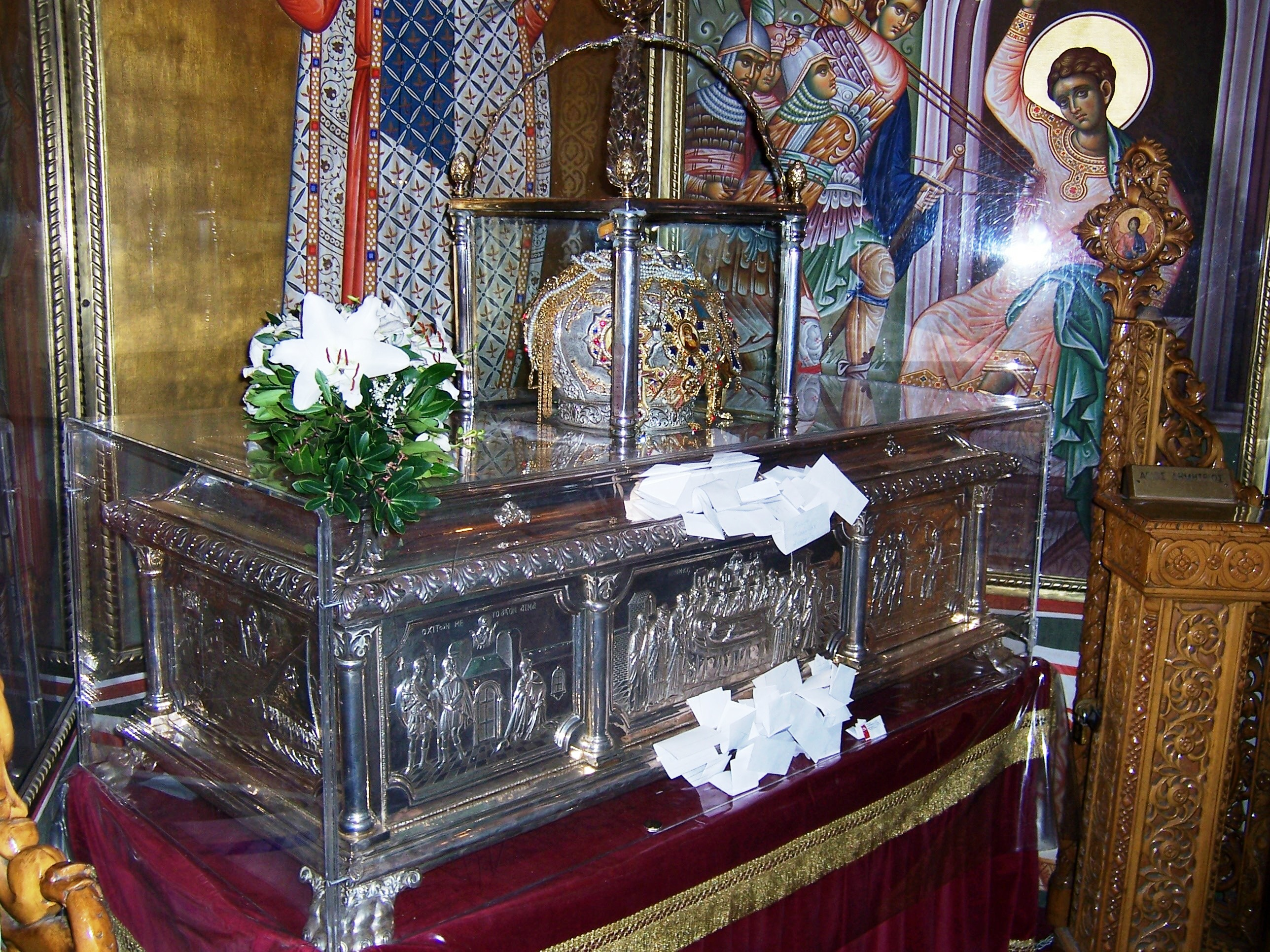